# Bede BD-4
Le Bede BD-4 est un avion utilitaire quadriplace américain destiné à la construction amateur. Premier avion commercialisé en kit aux États-Unis, il est présent sur le marché depuis 1968.

## Un concept nouveau
Au milieu des années 1960 Jim Bede (en) revint à ses principes originaux, qui avaient mené à la conception du Bede BD-1. Il entreprit donc à nouveau la réalisation d’un avion destiné à la construction amateur. Le nouveau projet portait sur un monoplan à aile haute cantilever d’aspect conventionnel, pouvant recevoir au choix du constructeur amateur soit un train d’atterrissage classique (roulette arrière) soit un train tricycle (roulette avant). L’appareil devait aussi pouvoir être réalisé soit en biplace soit en quadriplace. Pour simplifier la construction le nombre de surfaces courbes était limité au capot-moteur et aux carénages du train d’atterrissage, réalisés en fibre de verre. Le revêtement du fuselage faisait donc appel à des tôles d’aluminium qu’il n’était pas nécessaire de mettre en forme, et la structure de l’aile reposait sur un concept original : Chaque nervure comportait une semelle d’extrados constituant une partie du revêtement. La voilure était donc assemblée en enfilant ces nervures sur un longeron tubulaire et en les collant l’une à l’autre. 
Pour aider les constructeurs amateurs peu avertis un soin particulier fut apporté à la réalisation de la liasse de dessins, toujours accompagnée d’un manuel de construction détaillé de 165 pages, Build Your Own Airplane. L’avion complet était fourni en 7 lots (moteur, hélice et peinture exclus). Selon les publicités Bede Corp (en) il faut entre 900 et 1 500 h de travail et un local de 9 × 4 m pour réaliser un BD-4.

## Un succès commercial
Construit par Jim Bede (en), Paul Griffin, Delmar Hostetler et Lou Herman, le prototype (N624BD, s/n 1) effectua son premier vol le 1er août 1968 à Newton, Kansas. Il fut présenté à la convention annuelle de l’EAA à Rockford la même année et connut immédiatement le succès, tant en raison de sa facilité de construction que de ses performances : avec le même moteur Lycoming O-235 de 108 ch, le BD-4 était plus de 30 km/h plus rapide qu’un Cessna 152. Dans le temps le BD-4 s’est révélé un avion robuste et sûr. Vendu sur plan ou en kit, le BD-4 est commercialisé sans interruption depuis 1968 et on comptait près de 300 BD-4 en état de vol dans le monde début juillet 2010, dont 235 aux États-Unis.

## Les nouveaux modèles

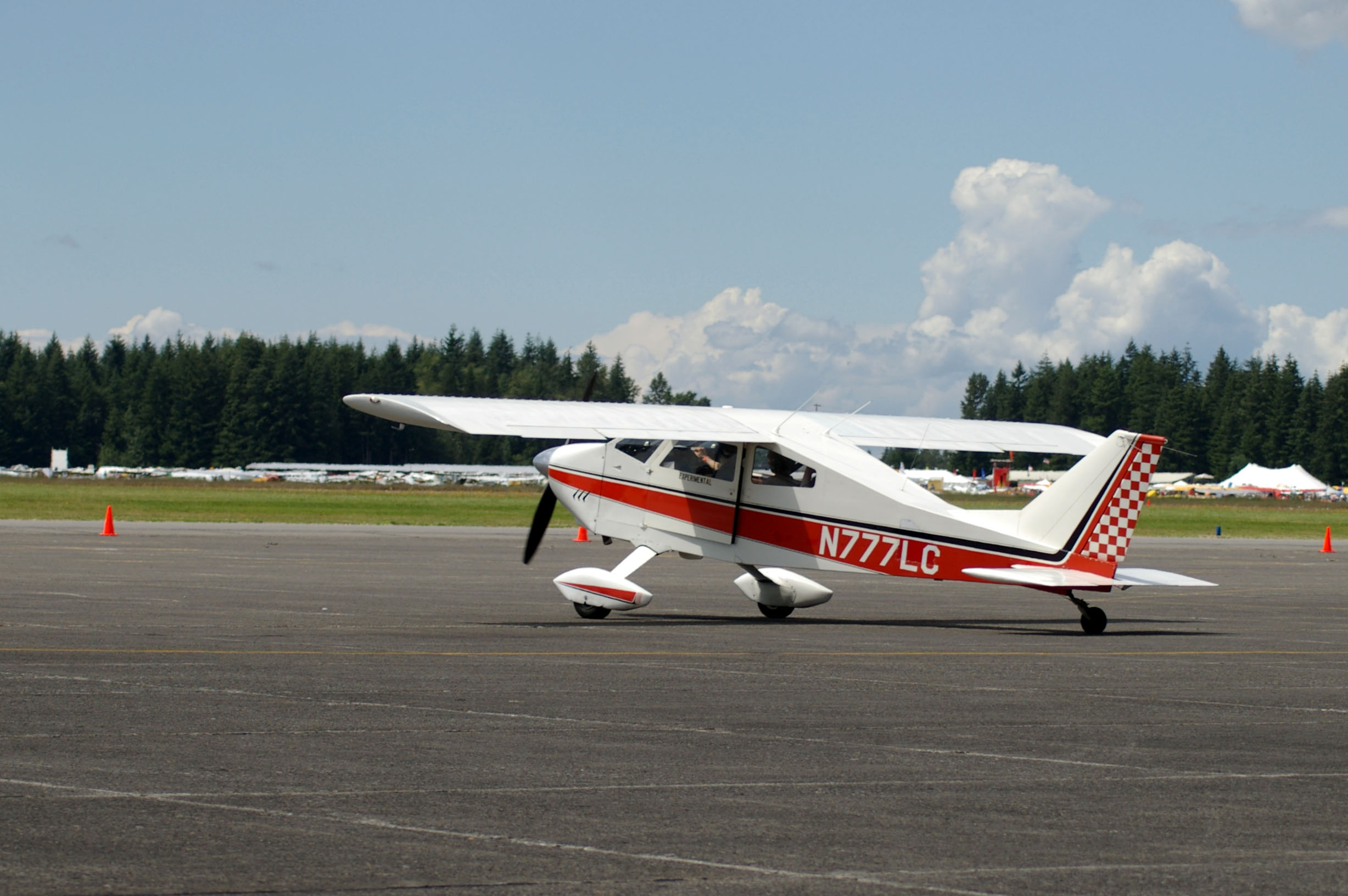

En 2007 Bede Corp (en) a modernisé l’appareil, introduisant trois nouvelles versions : 
- Le BD-4B a une nouvelle voilure avec nervures conventionnelles et revêtement d’extrados collé. Cette voilure faisant l'objet d'un kit distinct, elle peut être montée sur les modèles plus anciens.
- Le BD-4C a un fuselage redessiné, la cabine étant allongée de 35 cm et élargie de 10 cm, l’empennage bénéficiant à son tour de la technique du collage.
- Le BD-4LSA est un appareil entrant dans la nouvelle catégorie LSA, équipé d’un moteur Lycoming O-233. En 2008 Bede Corp (en) négociait avec l'entreprise Seman Peru la possibilité de produire la cellule à Lima, l’avionique et le moteur devant être montés en Floride. Ce programme a été suspendu en septembre 2009 en raison de la crise économique.

## Sources
1. 1 2  http://www.mindspring.com/~n76lima/n624bd/